# Białystok (stad)

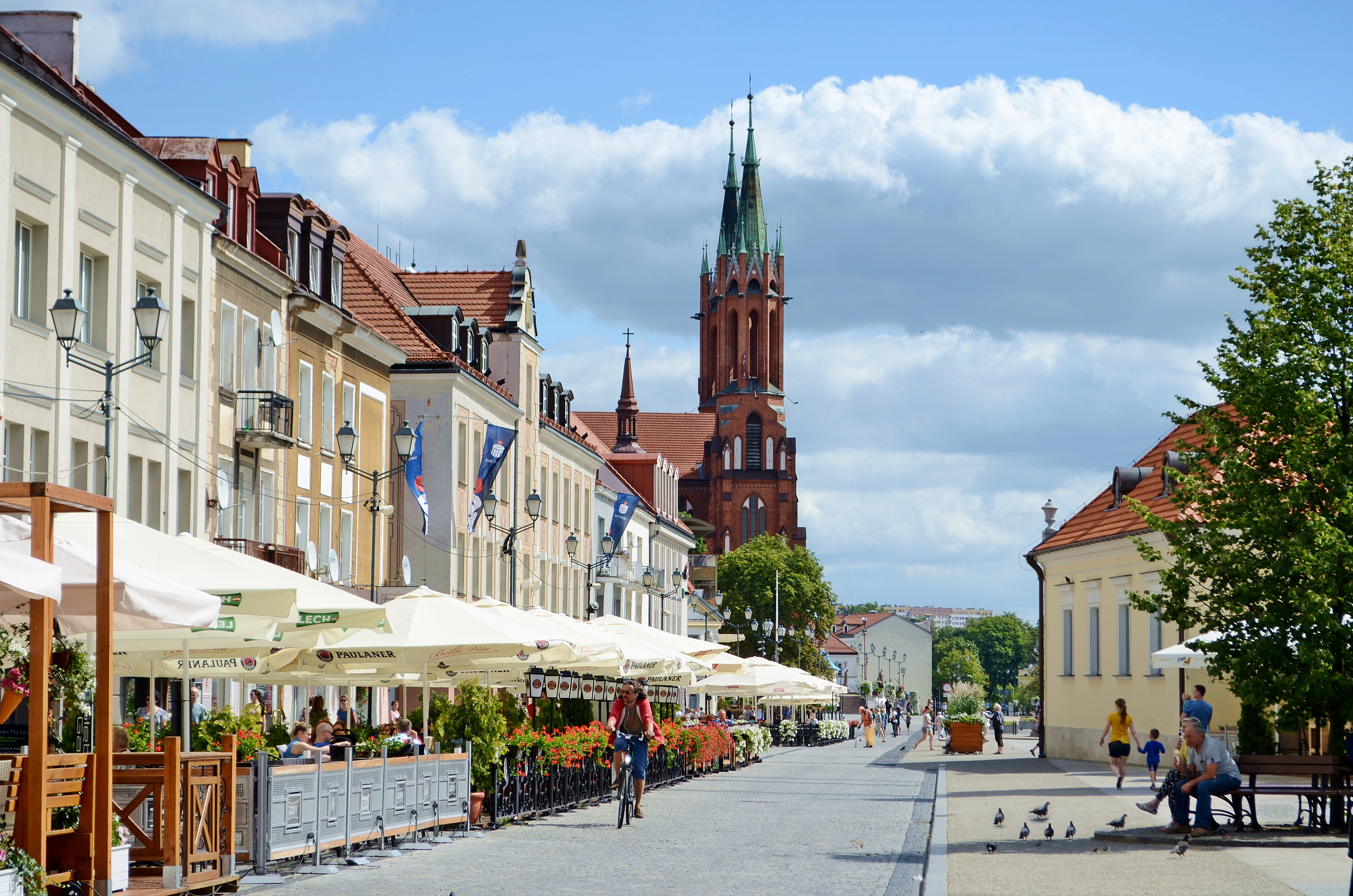
Historisch stadscentrum

Białystok ([bʲaˈwɨstɔk] uitspraakⓘ; Wit-Russisch: Беласток, Biełastok; Jiddisch: ביאַליסטאָק) is een stad met ongeveer 290.000 inwoners in het noordoosten van Polen, gelegen op 184 kilometer afstand van Warschau. Het is de hoofdstad van de provincie Podlachië.
Białystok ("Witte Helling") is de grootste stad in het noordoosten van Polen. Er is veel invloed van Wit-Rusland te zien in de stad. Het silhouet van de stad met veel orthodoxe en katholieke kerken draagt hier sterk aan bij. In de stad wonen tot op de dag van vandaag ook veel etnische Wit-Russen.

## Geschiedenis
De stad is ontstaan in de 16e eeuw. In de 18e eeuw maakte de stad een grote ontwikkeling door, in die tijd was de stad min of meer "eigendom" van Jan Klemens Branicki naar wie ook het gelijknamige paleis is vernoemd. Aan het eind van de 19e eeuw was de meerderheid van de bevolking Joods, aangezien Joden in het Russische rijk verplicht in het vestigingsgebied moesten wonen. Bij de volkstelling van 1897 telde Białystok 66.000 inwoners, van wie er 41.900 Joods waren.
In 1865 richtten immigranten uit Białystok de Chevra Anshei Chesed of Bialystok op in New York. In 1905 vluchtten meer inwoners van de stad na pogroms naar New York.
Van 14 tot 16 juni 1906 (Gregoriaanse kalender) vond in Białystok een pogrom plaats waarbij ruim 80 mensen werden vermoord en eveneens 80 mensen gewond raakten.
In de Tweede Wereldoorlog heeft de stad zwaar te lijden gehad. Ongeveer de helft van de bevolking, inclusief bijna alle Joden, is toen vermoord door de nazi's. Veel bezienswaardigheden zijn toen ook verloren gegaan.
Op 27 juni 1941 werden meer dan 700 Joden gedwongen de Grote Synagoge binnen te gaan en levend verbrand.

## Bevolking
Op 31 december 2018 telde Białystok zo'n 297.338 inwoners. Van de Poolse steden staat Białystok op de tweede plaats qua bevolkingsdichtheid, tiende plaats qua bevolking en dertiende plaats qua oppervlakte. In het verleden was er een grote Joodse gemeenschap in Białystok. Het Joodse aandeel in de bevolking van Białystok groeide van 22,4% (761 personen) in 1765 naar 76% (47.783 personen) in 1895. Volgens de Russische volkstelling van 1897 vormden de Joden 41.900 personen op een totale bevolking van 66.000 (ongeveer 63% procent). De demografische situatie veranderde als gevolg van de toestroom van intelligentsia en ambtenaren van Poolse afkomst, de uitstroom van Joden en de uitbreiding van de stad na de Eerste Wereldoorlog. Volgens de volkstelling van 1931 telde Białystok 91.101 inwoners, waarvan 45,5% (41.493 personen) rooms-katholiek, 43% (39.165 personen) joods en 8,2% (7.502 personen) oosters-orthodox.
In 1936 telde Białystok 99.722 inwoners, van wie 50,9% (50.758 personen) etnisch Pools, 42,6% (42.482) Joods, 2,1% (2.094 personen) Duits en 0,4% (359 personen) Russisch waren. Op religieus gebied behoorde 46,6% (45.474 personen) tot de Rooms-Katholieke Kerk, 43% (42.880 personen) was aanhanger van het jodendom, 8,2% (8.177 personen) behoorde tot de Oosters-orthodoxe kerken en 2,9% (2.892 personen) hing het evangelicalisme aan.
De Tweede Wereldoorlog veranderde dit allemaal: in 1939 woonden er ongeveer 107.000 mensen in Białystok, maar tegen 1946 was de bevolking gedaald tot 56.759, met een veel minder diverse bevolking dan voorheen. Volgens de laatste volkstelling bestaat de bevolking van de stad voor 97% uit etnische Polen, 2,5% Wit-Russen en 0,5% bestaat uit een aantal minderheden, waaronder Russen, Lipka-Tataren, Oekraïners en Roma. Het grootste deel van de huidige bevolkingsgroei is gebaseerd op interne migratie binnen Polen en de toenemende verstedelijking van omliggende gebieden.

## Bezienswaardigheden

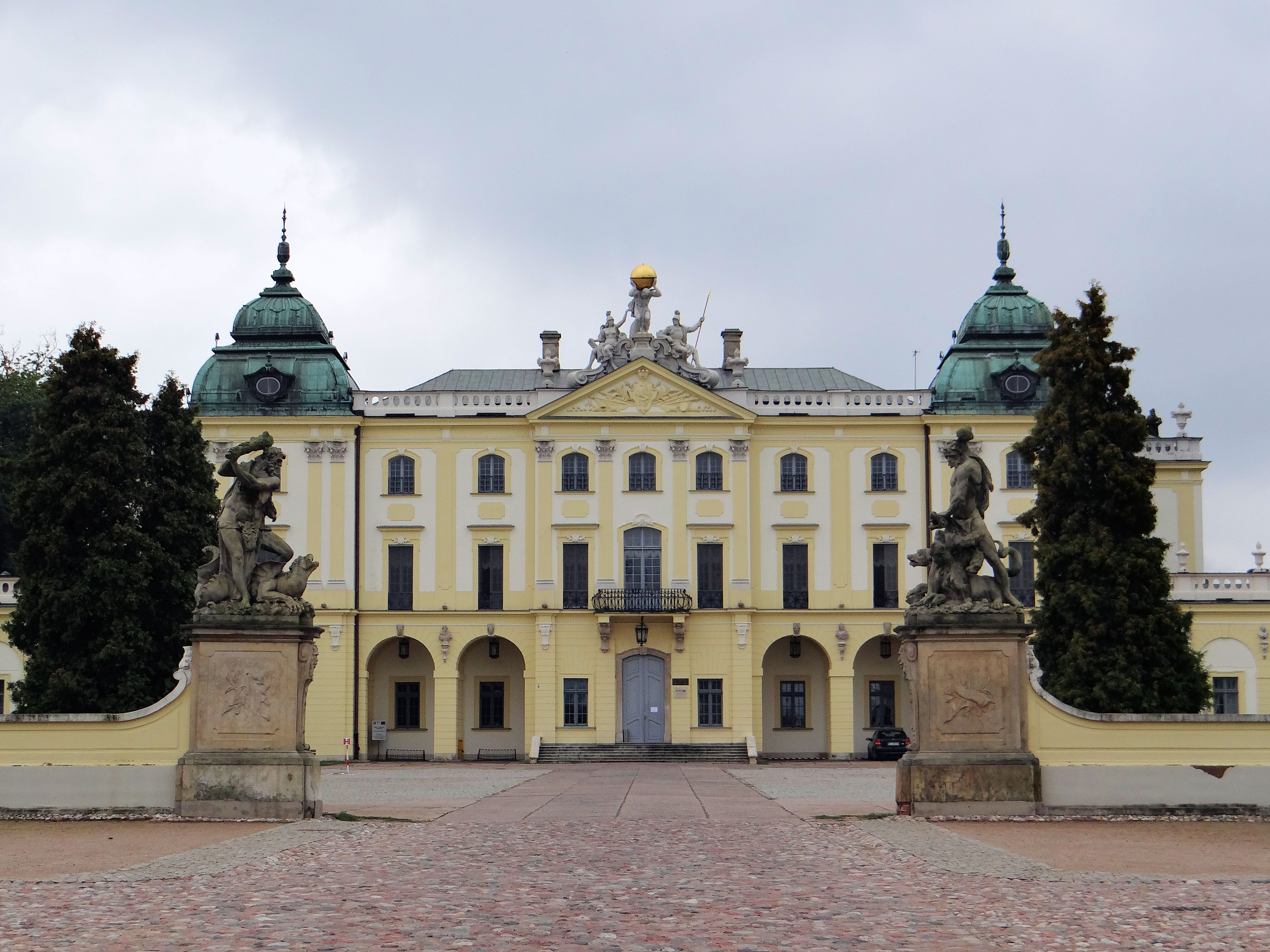
Branickipaleis

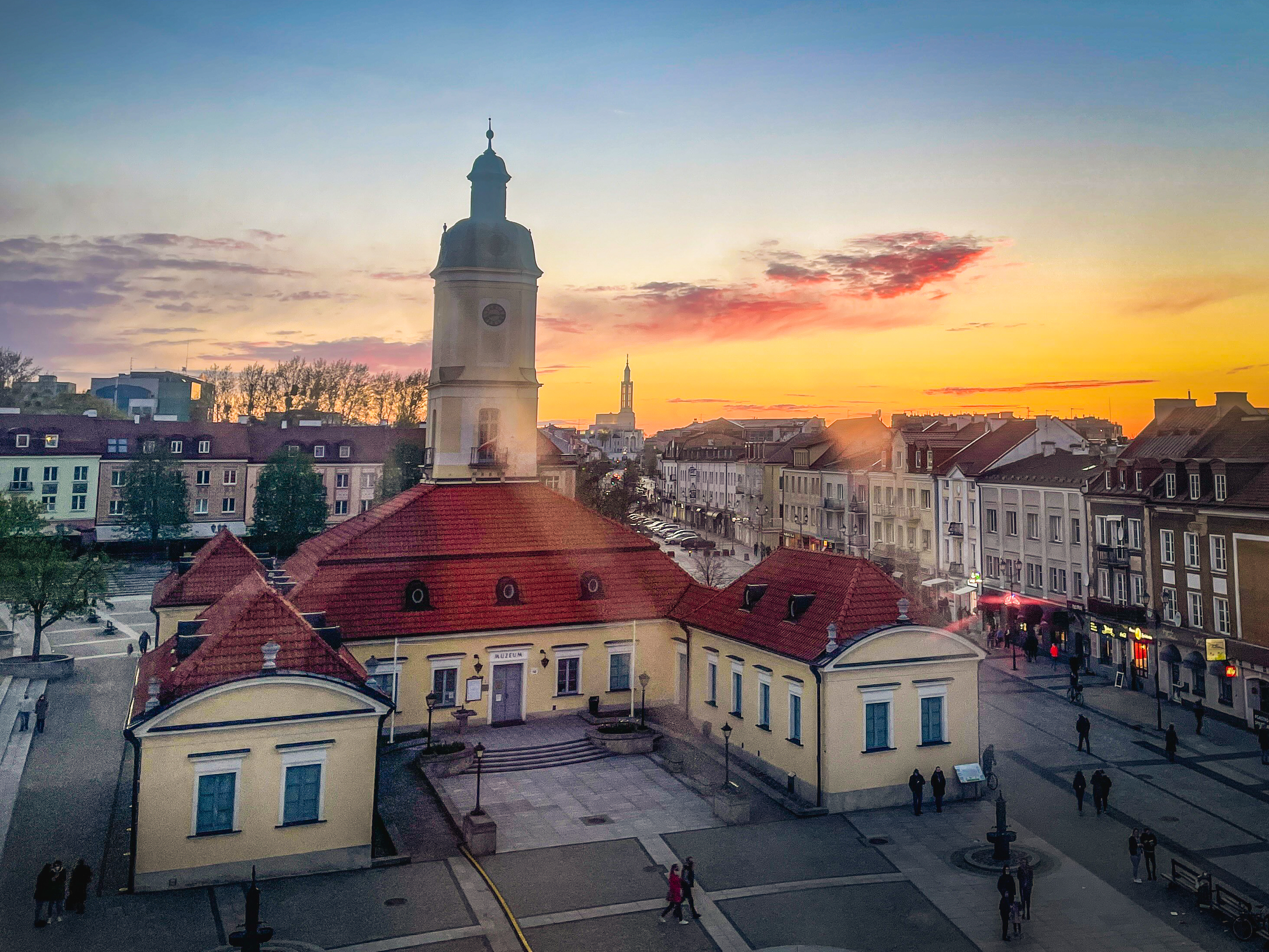
Barokke raadhuis

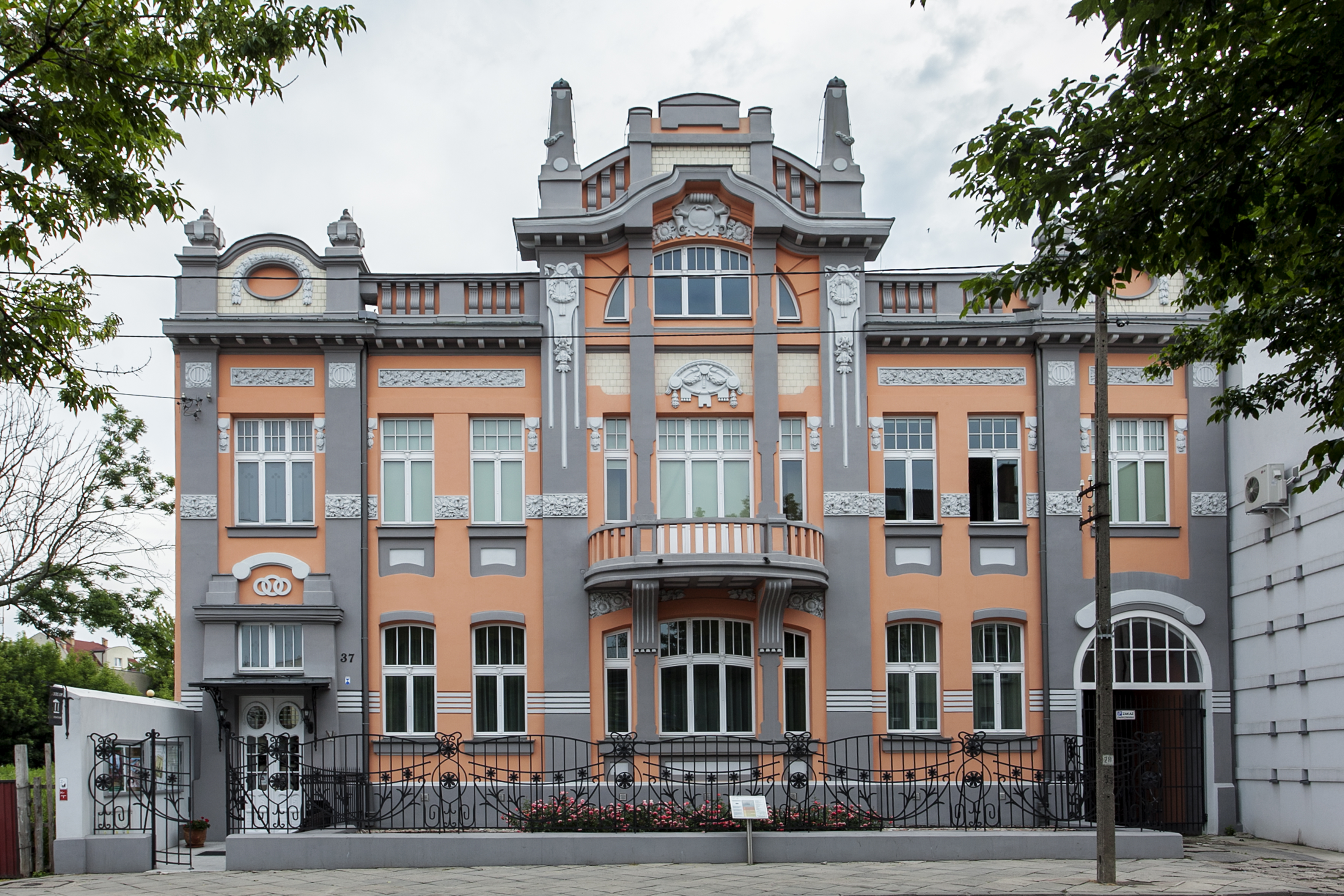
Historisch Museum

Białystok heeft een aantal monumenten, waaronder:
- het barokke raadhuis
- het Branickipaleis
- de Rochuskerk
- de neogotische Maria-Hemelvaartkathedraal
- het Historisch Museum
- verscheidene (orthodoxe) kerken, waaronder de Sint Nicolaikathedraal

## Sport
De grootste voetbalclub van Białystok is Jagiellonia Białystok, dat uitkomt in de hoogste divisie van Polen de Ekstraklasa. De club speelt in het Stadion Miejski.

## Verkeer en vervoer
Het station van Białystok bevindt zich aan de rand van het stadscentrum. De stad is via een Intercity verbonden met Warschau. Verder zijn er verbindingen met diverse plaatsen in de omgeving, alsmede met Vilnius in Litouwen, Hrodna in Wit-Rusland en Sint-Petersburg in Rusland. Voor het station bevindt zich het busstation.

## Stedenbanden
De partnerstad van Białystok is de Nederlandse stad Eindhoven.

## Geboren in Białystok
- Lejzer Zamenhof (1859-1917), bedenker van de kunsttaal Esperanto
- Maksim Litvinov (1876-1951), volkscommissaris
- Aleksandra Ekster (1882-1949), Russische kunstschilderes
- Albert Sabin (1906-1993), Amerikaanse medicus
- Ryszard Kaczorowski (1919-2010), president van de Poolse regering in ballingschap
- Izabella Scorupco (1970), Zweedse zangeres en actrice van Poolse afkomst
- Marek Citko (1974), voetballer
- Tomasz Frankowski (1974), voetballer
- Hubert Siejewicz (1974), voetbalscheidsrechter
- Radosław Sobolewski (1976), voetballer
- Wojciech Kowalewski (1977), voetballer
- Marek Wasiluk (1987), voetballer
- Maciej Bielecki (1987), baanwielrenner
- Grzegorz Sandomierski (1989), voetballer
- Łukasz Kuźma (1991), voetbalscheidsrechter
- Natalia Maliszewska (1995), shorttrackster
- Bartłomiej Drągowski (1997), voetballer